# Transmediale

Логотип transmediale

transmediale — ежегодный фестиваль искусств и цифровой культуры, проходящий в Берлине. Возник как фестиваль современного видео- и киноискусства в 1988 году. С 2008 года управляется Стефеном Ковацем (Stephen Kovats). Прежними директорами были Мики Куэлла (Micky Kwella, 1988—2008) и Андреас Брокманн (Andreas Broeckmann, 2001—2007), который проявил интерес к искусству, создаваемому программным обеспечением (software art) и снова сделал фестиваль важным участником европейской арт сцены. В разные годы фестиваль имел разные названия и места проведения:
- transmediale.01 Do it Yourself! (Сделай сам)
- transmediale.02 Go Public! (Становись публичным)
- transmediale.03 Play Global! (Играй глобально)
- transmediale.04 Fly Utopia!
- transmediale.05 Basics (Основы)
- transmediale.06 Reality Addicts
- transmediale.07 Unfinish!
- transmediale.08 Conspire…
- transmediale.09 Deep North (Крайний север)
- transmediale.10 Futurity Now!
- transmediale.11 Response:ability
- transmediale 2k+12 in/compatible (не/совместимость)
- transmediale 2013 BWPWAP
- transmediale 2014 afterglow (послесвечение)
- transmediale 2015 CAPTURE ALL (ЗАХВАТИ ВСЁ)
- transmediale/conversationpiece 2016
- transmediale 2017 ever elusive
- transmediale 2018 face value
- transmediale 2019 study circles
- transmediale 2020 E2E (END TO END)
- transmediale 2021-22 for refusal
- transmediale 2023 scale

С 2002 по 2005 год, а также в 2008 году фестиваль проходил в Доме культур мира. В 2006—2007 годах — в Берлинской академии художеств.
В рамках фестиваля так же проходили крупные выставки медиаискусства в 2002, 2006 («Smile Machines») и 2008 годах. На 2005—2012 годы transmediale получил значительный грант от Немецкого федерального культурного фонда. С октября 2009 года с фестивалем сотрудничает салон Яноша Неймана.
Во время фестиваля проходит награждение победителей в конкурсе искусства и медиа. В 2001—2004 годах конкурс был разделён на 3 категории: программное обеспечение, изображение и интерактивное искусство, с 2005 года конкурс проходит без деления на категории.
club transmediale — вечерняя программа, которая исследует выдающуюся международную электронную и экспериментальную музыку, визуальное искусство и аудиовизуальные перфомансы, проходящая параллельно с фестивальными событиями.